# Eglfing
Eglfing là một đô thị ở huyện Weilheim-Schongau, bang Bayern, Đức.